# Zygonyx geminunca
Zygonyx geminunca е вид водно конче от семейство Libellulidae. Видът не е застрашен от изчезване.

## Разпространение
Разпространен е в Гана и Гвинея.